# Un vampiro suelto en Brooklyn
Un vampiro suelto en Brooklyn (título original Vampire in Brooklyn o Wes Craven’s Vampire in Brooklyn) es una película de comedia de terror estadounidense de 1995, dirigida por Wes Craven; escrita por Charles Q. Murphy, Michael Lucker y Chris Parker sobre un argumento de Eddie Murphy, Vernon Lynch y Charles Q. Murphy; y protagonizada por Eddie Murphy, Angela Bassett, Allen Paynem, Kadeem Hardison, John Witherspoon, Zakes Mokae y Joanna Cassidy entre otros.
Un vampiro suelto en Brooklyn fue la última película producida bajo contrato exclusivo de Eddie Murphy con Paramount Pictures, que se inició con 48 horas y contó con la franquicia de Beverly Hills Cop. La cinta fue producida por Paramount Pictures y Eddie Murphy Productions. Trágicamente, durante el rodaje de este film, pierde la vida la doble de riesgo, de Angela Bassett, Sonja Davis al caer desde 12 metros.

## Argumento
A medianoche un barco de aspecto terrorífico irrumpe en el puerto de Brooklyn trayendo a bordo un montón de cadáveres y un sarcófago en el que va Maximillian, un vampiro sin remordimientos que no conoce la misericordia y que ha ido a Nueva York desde una misteriosa isla del Caribe. Maximillian puede pasar de ser el hombre más distinguido y elegante al más terrorífico: tiene el poder de transformarse de diferentes maneras, y eso lo hace especial. Ha venido en busca de una joven de su misma clase para convertirla en su compañera, y también busca al último miembro de su familia. Con este objetivo, un día encuentra a Rita, una excelente policía que ignora por completo el terrible pasado del vampiro. Rita se ve atrapada en el dilema de elegir entre una vida eterna de poderes sobrenaturales y riquezas, o su cotidiana vida como mortal que trabaja de policía en la ciudad.

## Reparto
- Eddie Murphy como Maximillian / el predicador Pauley / Guido.
- Angela Bassett como la detective Rita Veder.
- Allen Payne como el detective Justice.
- Kadeem Hardison como Julius Jones.
- John Witherspoon como Silas Green.
- Zakes Mokae como el doctor Zeko.
- Joanna Cassidy como la capitana Dewey.
- W. Earl Brown como agente de policía.
- Simbi Khali como Nikki.

## Índice de audiencia
En Estados Unidos Un vampiro suelto en Brooklyn la MPAA calificó la película de “R” por su lenguaje, vampiros y fuerte violencia. En el Reino Unido, la película recibió una calificación de “15”. La película también fue calificada en Australia con un “MA15” porque contenía lenguaje grosero de nivel medio y el tema era “Terror”.

## Recepción
Un vampiro suelto en Brooklyn fue lanzada para coincidir con la temporada de Halloween y rompió récord de taquilla, ganando incluso, más de los 14 millones de dólares que se tenían como presupuesto de producción. La película recibió críticas en su mayoría negativas y es considerada «la menor película hecha por Craven y Murphy». Rotten Tomatoes le da a la película una calificación de 10% basada en los comentarios de los 29 críticos, quienes coinciden en que la película «no es de terror y tampoco es divertida, este esfuerzo equivocado no hace honor a su premisa». Actualmente en IMDb tiene una puntuación de 4.6 sobre 10, promedio resultante de un total de más de 24 mil calificaciones. 